# Jáchym Šlik
Jáchym Šlik (německy Joachim Schlick 1527, Ostrov – 1574, ?) byl český šlechtic z ostrovské větve rodu Šliků, vedlejší větve založené jeho otcem Jeronýmem.

## Život

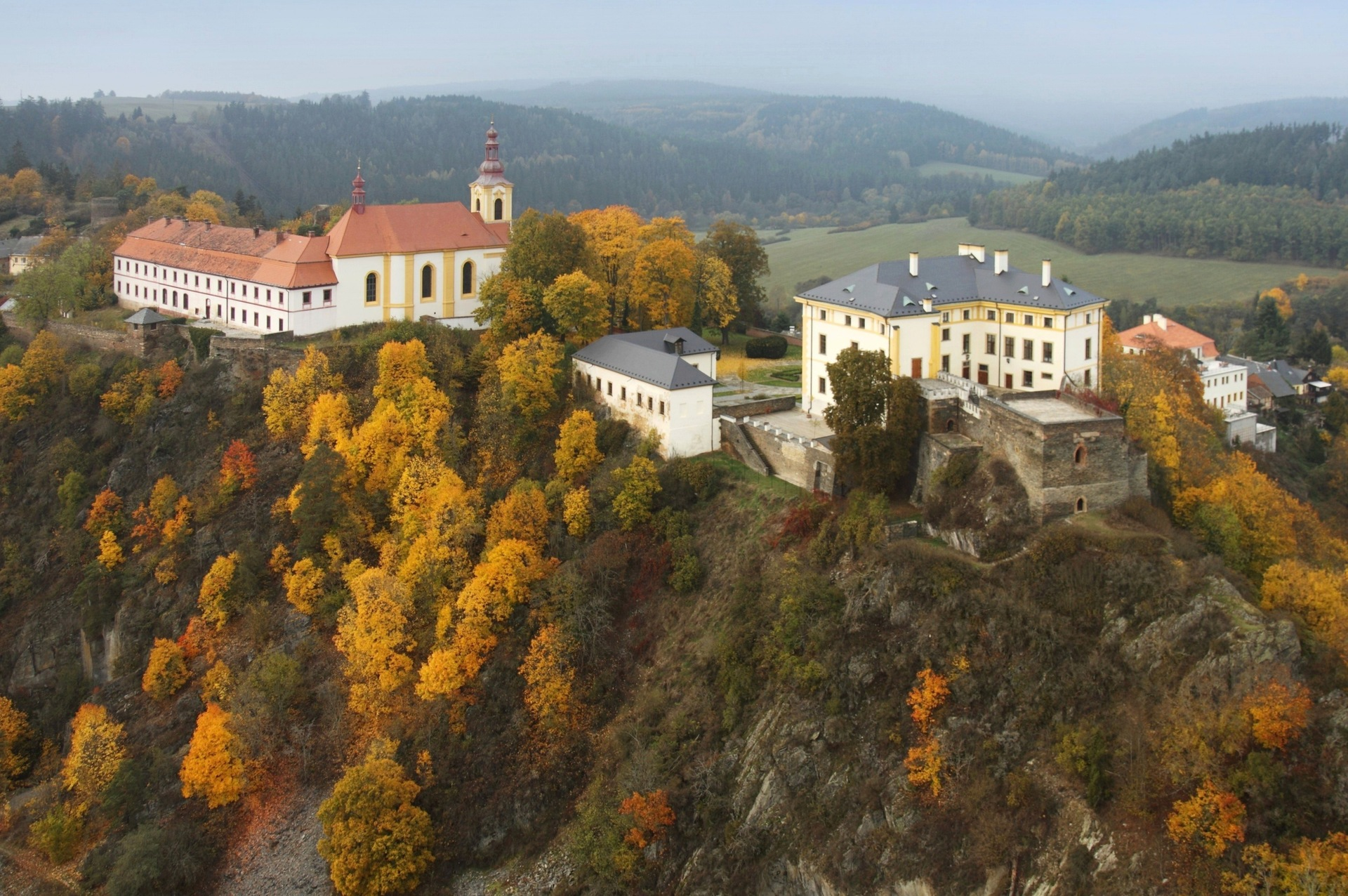
Rabštejn nad Střelou

Narodil se v Ostrově u Karlových Varů jako čtvrtý syn českého šlechtice Jeronýma II. Šlika.
Vlastnil panství Ostrov (Schlackenwerth) a Rabštejn nad Střelou (Rabenstein), později byl německým lenním hejtmanem Koruny české a císařským zemským fojtem v Horní Lužici. Podařilo se mu získat zpět přízeň panovníka, které pozbyl jeho otec.
Během válek s Francií a Německem byl ve službách císaře Karla V. a v letech 1556 a 1557 získal pozici nuceného správce (sekvestra) na území císaři podřízeného markraběte Alberta ve Frankách.
V roce 1570 byl jmenován císařským vyslancem na mírových jednáních ve Štětíně, která ukončila sedmiletou válku mezi Švédskem a Dánskem.
Podle dochovalých zpráv měl sestavit úplný seznam všech lén českých knížat, hrabat, rytířů a pánů, získaných od české koruny. Toto dílo předal císaři Maxmiliánovi II., který je nechal uložit v císařské dvorní knihovně. Zde je uchováno pod označením Constantin v. Böhm’s Werke: „Die Handschriften des kais. u. kön. Haus-, Hof- u. Staats-Archivs“ (Wien 1873, Braumüller, 8°.) s. 75, Nr. 187. Tamtéž se také nachází dílko o imaginárním Schlikovi, (str. 49, deska 9 v témže spisu), podle nějž měl být Joachim ženatý s Lucrecií, dcerou hraběte Mikuláše III. ze Salm-Neuburka [sv. XXVIII, s. 138, č. 19], která mu dala tři syny: Ferdinanda, Jeronýma a Julia. Poslední z nich se stal pokračovatelem rodové linie.